# Alex Zunger

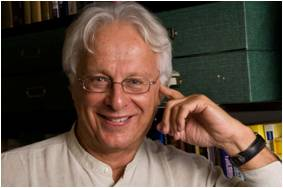
Alex Zunger

Alex Zunger (geb. vor 1975) ist ein israelisch-amerikanischer Physiker, der sich mit Computersimulation in den Materialwissenschaften befasst.
Zunger studierte an der Universität Tel Aviv bei Joshua Jortner und Benyamin Englman. Als Post-Doktorand war er 1975 bis 1977 an der Northwestern University bei A. J. Freeman und an der University of California, Berkeley bei Marvin Cohen (als Stipendiat von IBM). ab 1978 war er am National Renewable Energy Laboratory (NREL), wo er die Festkörperforschungsgruppe gründete und leitete (bis 2011). Gleichzeitig wurde er Professor an der University of Colorado in Boulder. 1984 wurde er leitender Wissenschaftler am NREL und 1991 Institute Research Fellow. Er ist dort heute am Institute for Inverse Design.
Zunger ist seit Ende der 1970er Jahre ein Pionier in der Entwicklung von ab-initio Pseudopotential-Methoden in der Dichtefunktionaltheorie mit Anwendungen auf reale Materialien zum Beispiel in der Photovoltaik und Halbleiter-Nanostrukturen. Zum Beispiel entwickelte er 1981 mit John Perdew die Selbstwechselwirkungskorrektur und er ist Mitentwickler der Momentum space total energy method (1978). In jüngster Zeit befasst er sich mit Inversen Bandstrukturberechnungen, der Anwendung von quantenmechanischen Methoden um Materialien mit gewünschten Eigenschaften zu synthetisieren.
2001 erhielt er den Aneesur-Rahman-Preis für Pionierarbeiten zu den rechnerischen Grundlagen der ab-initio-Theorie elektronischer Struktur von Festkörpern. 2009 hielt er die Gutenberg-Vorlesung an der Universität Mainz. Er erhielt 2001 den Bardeen Award der TMS (The Minerals, Metals and Materials Society) für herausragende Beiträge zum Verständnis und der Vorhersage spontaner Ordnung in Legierungen. 1999 wurde er Fellow der American Physical Society.